# 布利 (加利福尼亞州)
布利（英語：Bly）是位於美國加利福尼亞州河濱縣的一個非建制地區。該地的面積和人口皆未知。

## 地理
布利的座標為33°59′33″N 117°29′41″W / 33.99250°N 117.49472°W，而該地的平均海拔高度為229米（即751英尺）。